# Why Don’t We Do It in the Road
Why Don’t We Do It in the Road (englisch für ‚Warum tun wir es nicht auf der Straße?‘) ist ein Lied der britischen Band The Beatles, das 1968 auf ihrem neunten Studioalbum The Beatles veröffentlicht wurde. Komponiert wurde es von John Lennon und Paul McCartney und unter der Autorenangabe Lennon/McCartney veröffentlicht.

## Hintergrund
Why Don’t We Do It in the Road basiert hauptsächlich auf den musikalischen Ideen von Paul McCartney. Er erwähnt aber in dem Buch Many Years From Now von Barry Miles, dass er die Idee zu dem Lied in Rishikesh, Indien bekam, als er während einer Meditation sich paarende Affen sah. McCartney empfand das Lied als primitive Aussage, die mit Sexualität und Freiheit zu tun hat. Why Don’t We Do It in the Road gehört nicht zu den Esher-Demos, die Ende Mai 1968 im Haus von George Harrison aufgenommen wurden. 
In einem Interview von 1980 erwähnte John Lennon, dass er das Lied mag und dass er sich verletzt fühlte, da er bei den Aufnahmen nicht dabei war. Paul McCartney rechtfertigte sich später, indem er erwähnte, dass George Harrison und John Lennon etwas fertigstellten und er und Ringo Starr nichts zu tun hatten und er so Why Don’t We Do It in the Road aufnahm. Weiterhin führte McCartney auf, dass er bei der Lennon-Komposition Revolution 9 auch nicht involviert war.

## Aufnahme
Why Don’t We Do It in the Road wurde am 9. Oktober 1968 in den Londoner Abbey Road Studios (Studio 1) aufgenommen. Ken Townshend war der Toningenieur der Aufnahmen. Es ist nicht dokumentiert wer der Produzent der Aufnahmen war noch wie lange die Aufnahmen dauerten, somit ist davon auszugehen, da George Martin im Studio 2 arbeitete, dass Paul McCartney sich selbst produzierte.
McCartney nahm im Overdubverfahren fünf Takes auf, indem er zur Gitarrenbegleitung seinen Gesang aufnahm. Auf dem fünften Take spielte Paul McCartney am 10. Oktober im Studio 3 die restlichen Instrumente ein. Ringo Starr fügte noch Schlagzeug hinzu. Bei dieser Aufnahmesession war wiederum Ken Townshend, Toningenieur, und McCartney der Produzent. Die Aufnahmezeiten wurden erneut nicht dokumentiert.
Die Mono- und Stereoabmischung erfolgte am 16. und 17. Oktober 1968. Das Händeklatschen am Anfang des Liedes wurde bei der Monoversion weggemischt.
Besetzung
- Paul McCartney: Bass, Leadgitarre, Klavier, Akustikgitarre, Perkussion, Händeklatschen, Gesang
- Ringo Starr: Schlagzeug, Händeklatschen

## Veröffentlichungen
- Am 22. November 1968 erschien in Deutschland das 13. Beatles-Album The Beatles, auf dem Why Don’t We Do It in the Road enthalten ist. In Großbritannien wurde das Album ebenfalls am 22. November veröffentlicht, dort war es das zehnte Beatles-Album. In den USA erschien das Album drei Tage später, am 25. November, dort war es das 16. Album der Beatles.
- Am 25. Oktober 1996 wurde das Kompilationsalbum Anthology 3 veröffentlicht, auf dem sich eine frühere Version von Why Don’t We Do It in the Road (Take 4) befindet.
- Am 9. November 2018 erschien die 50-jährige-Jubiläumsausgabe des Albums The Beatles (Super Deluxe Box). Auf dieser befindet sich eine bisher unveröffentlichte Version (Take 5) von Why Don’t We Do It in the Road.

## Coverversionen (Auswahl)
- The Punkles – Pistol [2]
- Phish – Live Phish [3]
- B for Bang – Rewires the Beatles [4]